# Kwon Un-sil
Kwon Un-sil (Pyongyang, 17 september 1983) is een Noord-Koreaans boogschutter.
Kwon deed mee aan de Olympische Spelen in Peking (2008). Ze wist door te dringen tot de kwartfinales, waar ze de Mexicaanse Mariana Avitia versloeg. In de halve finale verloor ze met drie punten van Park Sung-Hyun. Ze won echter de strijd om het brons van Yun Ok-Hee en ging daardoor toch met een medaille naar huis. Haar hoogste plaats (17e) op de FITA-wereldranglijst behaalde ze in november 2008. Tijdens de Olympische Spelen in Londen (2012) viel ze er al in de eerste ronde uit. Kwon woont in Hamhŭng.